# グナエウス・バエビウス・タンピルス
グナエウス・バエビウス・タンピルス（ラテン語: Gnaeus Baebius Tamphilus、生没年不明）は紀元前3世紀末から紀元前2世紀初頭の、共和政ローマの政務官。紀元前182年に執政官（コンスル）を務めた。

## 出自
バエビウス氏族はプレプス（平民）の家系で、紀元前3世紀の終わりに台頭してきた氏族である。カピトリヌスのファスティによると、タンピルスの父のプラエノーメン（第一名、個人名）はクィントゥス、祖父はグナエウスである。父クィントゥスは紀元前219年、即ち第二次ポエニ戦争開戦の前年に大使としてサグントゥムに派遣され、ハンニバルに撤退を要求した。ハンニバルはこれを拒否しサグントゥムを陥落させたため、ローマはカルタゴに宣戦布告した。
タンピルスの弟は紀元前181年の執政官マルクス・バエビウス・タンピルスである。

## 経歴
紀元前214年の造幣官にバエビウス・タンピルスの名があるが、これは父クィントゥスではなくタンピルス本人と思われる。
紀元前204年、護民官に就任したとされるが、行動を見ると翌年のことかもしれない。前204年のケンソル（監察官）、マルクス・リウィウス・サリナトルとガイウス・クラウディウス・ネロを裁判にかけようとした。市民は両監察官を好んでいなかったが、ティトゥス・リウィウスによれば、タンピルスは「これを利用して自分の影響力を強化することにした」。しかし元老院はタンピルスを支持せず、両者が裁判にかけられることはなかった。
紀元前200年、アエディリス・プレビス（平民按察官）に就任し、平民競技会（ルディ・プレベイ）を三回開催したことが知られている。
紀元前199年、プラエトル（法務官）に就任した。タンピルスはガリア・キサルピナで戦っていた前年の執政官ガイウス・アウレリウス・コッタの軍の指揮を引き継ぐように命じられた。また、新執政官ルキウス・コルネリウス・レントゥルスの到着を待つよう指示されていたが、元老院の意向に反してインスブリ族の地に侵攻した。しかしローマ軍は包囲され、6,700人が戦死するという大損害を被った。これを知ったレントゥルスは現地に急行し、士気の低下した軍を引き継ぎ、厳しい検閲を行った後に、タンピルスの任を解きローマに戻るように命じた。
紀元前186年、シポントゥムとブクセントゥムの二つの植民都市建設の三人委員会の一人となっている。
紀元前182年、執政官に就任、同僚のパトリキ執政官はルキウス・アエミリウス・パウッルス（後のマケドニクス）で、選挙管理はタンピルスが行った。担当地域の抽選は行われず、両執政官共にリグリアに出征した。両者の活動は成功し、元老院は感謝のために一日の祝日を設けた。
両執政官共に翌年もプロコンスル（前執政官）としてリグリアで軍を率いた。タンピルスはこの年にはピサにいたことが分かっている。

## 参考資料

### 古代の資料
- カピトリヌスのファスティ
- ティトゥス・リウィウス『ローマ建国史』

### 研究書
- Broughton R. Magistrates of the Roman Republic. - New York, 1951. - Vol. I. - P. 600.
- Münzer F. Baebius // Paulys Realencyclopädie der classischen Altertumswissenschaft . - 1896 .-- T. II, 2 . - S. 2728 .
- Münzer F. Baebius 41 // Paulys Realencyclopädie der classischen Altertumswissenschaft . - 1896 .-- T. II, 2 . - S. 2731-2732 .
- Münzer F. Baebius 45 // Paulys Realencyclopädie der classischen Altertumswissenschaft . - 1896 .-- T. II, 2 . - S. 2733-2734 .